# Brian Callahan
Brian Callahan (* 10. Juni 1984 in Champaign, Illinois) ist ein American-Football-Trainer. Seit der Saison 2024 ist er Head Coach der Tennessee Titans in der NFL. Vorher war er als Assistenztrainer bei mehreren Teams aktiv. 

## Frühe Jahre und Spielerkarriere
Callahan wurde in Champaign, Illinois geboren. Sein Vater Bill Callahan ist ebenfalls American-Football-Trainer und war zu der Zeit als Assistenztrainer an der University of Illinois angestellt. Später war sein Vater unter anderem noch als Head Coach der Oakland Raiders aktiv. Brian Callahan besuchte die De La Salle High School in Concord, Kalifornien, an der er als Quarterback aktiv war. Allerdings war er zumeist nur Backup hinter Matt Gutierrez. Mit seiner Mannschaft konnte er insgesamt 151 Spiele in Folge gewinnen, die Mannschaft galt als bestes High-School-Team der damaligen Zeit. Nach seinem Highschoolabschluss begann er ein Studium an der UCLA. Er erhielt allerdings kein Stipendium, war aber dennoch als Walk-On Teil der Footballmannschaft der UCLA Bruins. Dort kam er jedoch als Quarterback auch nicht zum Einsatz, er bekam lediglich als Holder Spielzeit. Allerdings konnte er einen Bachelorabschluss in Soziologie und einen Masterabschluss in Bildungswissenschaften erreichen.

## Trainerkarriere

### Assistenzstationen
2006 wurde Callahan zunächst Graduate Assistent bei seiner Alma Mater. Nach zwei Saisons endete jedoch seine Zeit an der Schule, da er seinen Masterabschluss erreicht hatte. Er versuchte, einen Job bei einem NFL-Team zu finden, was ihm jedoch nicht gelang. Schließlich wurde er Offensive Coordinator an der Juníper Serra High School in San Mateo, Kalifornien. 2010 erhielt er schließlich eine Anstellung als Assistenztrainer in der Offense bei den Denver Broncos unter Josh McDaniels. In den folgenden Jahren hatte er verschiedene Positionen bei den Broncos inne. So war er auch Teil des Trainerteams, dass 2015 Super Bowl 50 mit den Broncos gegen die Carolina Panthers gewinnen konnte. Nach dem Super-Bowl-Sieg wurde er Trainer der Quarterbacks bei den Detroit Lions unter Jim Caldwell. Dort arbeitete er mit Matthew Stafford zusammen. Nach zwei Saisons wurde er jedoch als Teil von Caldwells Trainerteam entlassen, woraufhin er in der Saison 2018 Trainer der Quarterbacks bei den Oakland Raiders wurde. 2019 wurde er schließlich Offensive Coordinator der Cincinnati Bengals unter deren neuen Cheftrainer Zac Taylor. Dort schaffte er es, ab der Saison 2020 mit dem Rookie-Quarterback Joe Burrow aus der schlechtesten Mannschaft der Liga eine der besten zu formen. In der Saison 2021 erreichten sie Super Bowl LVI, den sie jedoch gegen die Los Angeles Rams mit Stafford als Quarterback verloren.

### Head Coach der Tennessee Titans
Am 24. Januar 2024 stellten die Tennessee Titans Callahan als ihren neuen Head Coach für die Saison 2024 vor. Dort folgte er auf Mike Vrabel, der das Amt seit 2018 innegehabt hatte.